# Alajos Keserű
Alajos Keserű (Boedapest, 8 maart 1905 – aldaar, 3 mei 1965) was een Hongaars waterpolospeler. Hij nam in totaal driemaal deel aan de Olympische Spelen en won hierbij in totaal twee medailles.
Alajos Keserű nam als waterpoloër driemaal deel aan de Olympische Spelen in 1924, 1928 en 1932. In 1924 eindigde hij met Hongarije als vijfde. Hij speelde vier wedstrijden en scoorde eenmaal. In 1928 speelde hij vier wedstrijden en eindigde op een tweede plaats. In 1932 speelde hij drie wedstrijden en eindigde op de eerste plaats. In totaal veroverde hij een gouden en een zilveren medaille.
In de competitie kwam Keserű uit voor Ferencvárosi Torna Club en Magyar Atlétikai Klub.
Alajos Keserű komt uit een waterpolofamilie, zijn broer Ferenc Keserű kwam in dezelfde periode ook voor het Hongaarse waterpoloteam uit.
István Barta · 
Tibor Fazekas · 
Lajos Homonnai · 
Márton Homonnai · 
Alajos Keserű · 
Ferenc Keserű · 
József Vértesy · 
János Wenk
István Barta · 
Sándor Ivády · 
Olivér Halassy · 
Márton Homonnai · 
Alajos Keserű · 
Ferenc Keserű · 
József Vértesy
István Barta · 
György Bródy · 
Sándor Ivády · 
Olivér Halassy · 
Márton Homonnai · 
Alajos Keserű · 
Ferenc Keserű · 
János Németh · 
Miklós Sárkány · 
József Vértesy